# Batemannia
Batemannia is een geslacht van orchideeën uit de onderfamilie Epidendroideae.
Het zijn middelgrote tot grote epifytische planten van vochtige, schaduwrijke montane regenwouden uit het Amazonegebied in Zuid-Amerika, gekenmerkt door grote pseudobulben en een bloemtros met talrijke kleurrijke, kleine bloemen.

## Naamgeving en etymologie
Batemannia is vernoemd naar de Britse botanicus James Batemann (1811–1897).

## Kenmerken
Batemannia-soorten zijn middelgrote tot grote epifytische planten, met korte, dikke rizomen, grote geclusterde, eivormige, geribde pseudobulben, met aan de top twee of drie ovale bladeren met geribde nerven, en een veelbloemige bloemtros met een tiental kleine, kleurrijke bloemen op een korte, okselstandige, hangende of rechtopstaande bloemstengel met aan de basis de nieuwe generatie pseudobulben.
De bloemen zijn meerkleurig wit, groen en rood. De laterale kelkbladen zijn lancet- of klauwvormig, met spitse top, naar achter en naar beneden gebogen, het bovenste kelkblad is ovaal, eveneens met spitse top. De laterale kroonbladen zijn iets breder en langer. De bloemlip is drielobbig, met korte, smalle, opgericht laterale lobben en een langwerpige, neerwaarts gerichte middenlob, aan de top voorzien van extra lobben. De lip draagt een centrale, dwarse, geribbelde callus. Het gynostemium is kort, dik en ongevleugeld, en draagt vier harde, wasachtige pollinia in twee paren verbonden door een kort, breed stipum.

## Taxonomie
Uit DNA-onderzoek uit 2005 door Whitten et al. blijkt dat Batemannia, samen met de zustergeslachten Galeottia en Zygosepalum, een monofyletische clade zou kunnen vormen.
Het geslacht omvat vijf soorten. De typesoort is Batemannia colleyi.

### Soorten
- Batemannia armillata Rchb.f. (1875)
- Batemannia colleyi Lindl. (1835)
- Batemannia leferenzii Senghas (1993)
- Batemannia lepida Rchb.f. (1878)
- Batemannia wolteriana Schltr. (1915)